# Sudden Fury
Sudden Fury, även känd som A Family Torn Apart, är en amerikansk TV-film från 1993 som regisserades av Craig R. Baxley. Filmen är baserad på en bok av Leslie Walker.

## Handling
Brian hittar sina föräldrar mördade i sitt hem. Hans bror, Daniel, är känd för att vara våldsam och har suttit inspärrad på ett mentalsjukhus en längre tid. Daniel blir snabbt misstänkt för mordet på sina föräldrar. Men Daniel förnekar att han varit inblandad och Brian verkar veta mer än han berättar. Vem ligger egentligen bakom mordet?

## Rollista i urval
- Neil Patrick Harris - Brian
- Johnny Galecki - Daniel
- Linda Kelsey - Maureen
- John M. Jackson - Joe
- Lisa Banes - Barbara
- Eric Lloyd - Chris
- Gregory Harrison - Tom
- Larry Black - Norman